# Christian Thielemann (Schauspieler)
Christian Thielemann (9. Oktober 1809 in Hessen-Kassel – 26. Oktober 1875) war ein deutschamerikanischer Militär, Theaterschauspieler, Theatergründer und -leiter in Cincinnati, USA.

## Leben
Thielemann widmete sich zuerst der militärischen Laufbahn. Nach seiner Ausbildung an der Kriegsschule in Hofgeismar ging er für ein Jahr nach Paris und trat dann als Cavallerie-Lieutnant in das hessische Heer. In Kassel lernte er die Schauspielerin Louise Ehlers, Tochter des Wilhelm Ehlers kennen und heiratete diese. Durch diese Hochzeit war er aber gezwungen, seine militärische Laufbahn aufzugeben. Er emigrierte daher in die USA. Da er die Verhältnisse dort nicht kannte, verlor er schon im ersten Jahr sein nicht unbedeutendes Vermögen. Daraufhin widmete er sich, wie seine Frau, der theatralischen Laufbahn. 
1846 kam er mit seiner Frau in Cincinnati an und gab dort deutsche dramatische Vorstellungen. Zu dieser Zeit gab es zwei englische Theater in der Stadt, deren Publikum allerdings eher Janhagel glich als kunstverständigen Zuschauern. Das erweckte unter den dort ansässigen Deutschen den Wunsch nach einem eigenen Theater, und man bewog sein ständiges Quartier in der Königin des Westens zu nehmen. Als Theater wurde die Konzert-Halle der St. Charles Exchange an der Dritten Straße benutzt. In diesem Lokal lief es recht gut, und da es rentabel war, schloss er einen Pachtkontrakt mit den Herren Lee und Wilson für den oberen Stock ihres Gebäudes an der Court Strasse, zwischen Main und West. Dort wurde eine größere Bühne installiert und am 1. Januar 1847 wurde das "Deutsche Theater" mit einem von Friedrich Wilhelmi geschriebenen und Louise Thielemann gesprochenen Prolog feierlich eröffnet. Allerdings hatten die Thielemanns nicht viel Glück, ihr Stern war am Sinken. Eifersüchteleien, Zank und Hader waren an der Tagesordnung und die Skandale wurden immer größer.
Als Carl Wolff ein zweites deutsches Theatergebäude errichtete, wurde nicht etwa Thielemann Direktor, sondern ein Herr Strasser. Das beschleunigte den Niedergang des Thielemannschen Theaters, das letztendlich geschlossen werden musste.
Zwar wurden beide Theater 1851 vereinigt, aber als die Herren Bollmann und Brüning im Mai 1852 das Theater übernahmen, musste die Schauspielergesellschaft wandern.
Thielemann eröffnete Ende Mai 1852 einen Theater-Cyclus im Lyceum, dem späteren Woods-Theater. Dort war er Unternehmer und Direktor. Allerdings gingen dort die Skandale und Streitereien sogar so weit, dass Thielemann drei Dolchstichen von Baron Wilhelm von Adlersberg (der ein Mitarbeiter und Schauspieler Thielemanns war) verwundet wurde.
Bald darauf verließen die Thielemanns Cincinnati. Er setzte seine Karriere in Louisville und St. Louis mit wechselndem Erfolg fort.
1858 wechselte er als Direktor ans "Deutsche Haus" in Chikago. Mit Ausbruch des Sezessionskrieges 1861 ging er zur Armee, um in kürzester Zeit Oberst im 16th Regiment Illinois Volunteer Cavalry zu werden. In der Schlacht um Atlanta erlitt er einen Schenkelbuch, als sein Pferd vor einer platzenden Granate scheute.
Er hatte sich während seiner Dienstzeit ein kleines Vermögen zusammengespart, und da er das Amt eines "Gaugers" erhielt, hoffte er seine Tage finanziell unabhängig beschließen zu können. Diesen Wunsch macht ihm der Große Brand von Chicago im Oktober 1871 zunichte. Sein Amt behielt er, aber auch dieses verlor er nur ein Jahr später grundlos. 
Mit Unterstützung von Freunden konnte er zwar das Nationaltheater erbauen, aber auch dieses Unternehmen war nicht sehr erfolgreich. Sorgen und Kummer ließen ihn erkranken. Er starb am 26. Oktober 1875.